# Démocratie réelle 2014
 (août 2025).
Démocratie réelle 2014 est un groupement qui a présenté une liste de candidats désignés par tirage au sort dans cinq circonscriptions régionales lors des élections européennes de 2014 en France. Il a recueilli moins de 0,04 % des suffrages exprimés dans ces circonscriptions et n'a aucun élu. Inspirée par des réflexions sur la démocratie directe, elle se voulait une expérimentation politique « sans candidat », reposant sur le tirage au sort et la rédaction collective d'un programme, en rupture avec les partis traditionnels. Ses initiateurs l'ont qualifiée de « contre-élection européenne ».

## Genèse
Le mouvement Démocratie réelle est issu de la dynamique des Indignés apparue en Europe en 2011, qui promeut la démocratie directe et le tirage au sort comme alternative aux partis politiques traditionnels,.
En France, il prend forme lors des élections législatives de 2012, où quelques militants présentent des candidatures sans programme, tirées au sort parmi des volontaires — notamment en Isère —, dans une logique d’« antiparti »,.
Selon Simon Heckler, ce groupe se structure autour de listes électorales expérimentales, se réclamant de la démocratie directe, et organise en 2012 ses premières campagnes.
Le mouvement s’inspire également d’initiatives locales, comme l’action menée en Isère au printemps 2012, où des affiches appellent à « voter pour des candidats aux mandats impératifs ».
Ces expériences servent de prélude à la constitution, en 2014, d’une liste nationale pour les élections européennes sous le nom Démocratie réelle qui présentera des listes de citoyens tirés au sort.

## Objectif
L'objectif affiché par Démocratie réelle est de promouvoir la démocratie directe et la participation citoyenne en proposant des listes de candidats tirés au sort parmi des volontaires, sans programme partisan prédéfini. Les initiateurs entendent ainsi rompre avec le modèle de représentation politique traditionnel, qu’ils jugent verrouillé par les partis et les logiques électoralistes.
Le mouvement revendique également un rôle de sensibilisation, cherchant à démontrer que la sélection aléatoire des représentants, combinée à un contrôle citoyen, pourrait renouveler en profondeur les institutions. À cette fin, il organise des campagnes électorales symboliques visant moins à obtenir des sièges qu'à provoquer un débat public sur les modes de désignation des élus.

## Fonctionnement
Démocratie réelle fonctionne comme un collectif sans structure hiérarchique formelle et sans adhésion obligatoire. Toute personne partageant les principes du mouvement peut y participer. Les décisions stratégiques sont prises de manière collaborative via des forums en ligne, des listes de diffusion et des réunions locales.
Lors des élections européennes de 2014, la liste nationale de Démocratie réelle a choisi de tirer au sort ses candidats selon une méthode définie collectivement. Après avoir envisagé l’utilisation de logiciels spécialisés ou de la blockchain, le groupe a finalement retenu une procédure basée sur des chiffres aléatoires dérivés des cours de clôture du CAC 40 les jours précédant le tirage.
Le collectif s’est également illustré par des « contre-élections », consistant à organiser des scrutins parallèles pour illustrer des méthodes de désignation alternatives.

## Résultats électoraux

Affiche de campagne du mouvement Démocratie réelle (2014)

Pour les élections européennes de 2014, une liste Démocratie réelle est déposée dans les circonscriptions Ouest , Sud-Ouest, Sud-Est, Massif central-Centre et Île-de-France. Aucune ne recueille plus de 0,04 % des suffrages exprimés et le mouvement n'a aucun élu,,,,
.

## Héritage
Des initiatives postérieures se revendiquent encore de « Démocratie réelle », notamment lors d’échéances électorales locales et lors de la campagne « Démocratie réelle 2024 ». À cette occasion, Valentin Radlo, déjà candidat en 2014, a déclaré vouloir « remettre la démocratie au centre du jeu ».